# Зуєв Юрій Євгенович
Ю́рій Євге́нович Зу́єв — український шахіст, перший і єдиний майстер спорту СРСР з шахів серед глухонімих (1977), майстер спорту України міжнародного класу, заслужений тренер України — 2003.

## Життєпис
Виступав у складі команди Київського заводу станків та автоматів ім. Горького, сучасна назва «Вулкан». Від 1993 року — тренер збірної команди України з шахів серед спортсменів із вадами слуху. Як тренер підготував чемпіонок світу С. Гончар та Тетяну Бакланову, переможців клубної першості Європи П. Бабія, В. Коваленка, О. Мусієнка, Т. Овчарова.
На честь Юрія Зуєва проводяться міжнародні та всеукраїнські шахові турніри.

### Спортивні досягнення
- віце-чемпіон світу — 1993, Гельсінкі (у складі збірної України)
- чотириразовий чемпіон Європи:
  - 2003, Київ,
  - 2005, П'єштяни, Словаччина,
  - 2007, Приморсько, Болгарія,
  - 2009, м. Гамбурґ, Німеччина (у складі команди клубу «Каштан», Київ).
- Чемпіон СРСР — 1968,
- Чемпіон УРСР:
  - 1963,
  - 1969,
  - 1975,
  - 1978,
- переможець республіканських і всесоюзних першостей з шахів, призер міжнародних турнірів серед глухих шахістів.

Травнем 2016 року на чемпіонаті світу в Єревані став віце-чемпіоном світу серед сліпоглухих шахістів.